# 罗小未
罗小未（1925年9月10日—2020年6月8日），女，广东番禺人，中国建筑学家，同济大学教授。一生致力于推动中外建筑思想文化交流。

## 生平
1925年9月10日出生于上海，1948年毕业于上海圣约翰大学工学院建筑系，1951年留校任助教。1952年院系调整后，并入同济大学建筑系，历任同济大学建筑系助教、讲师、副教授、教授。文化大革命期间受到打击。1980年代后，从事上海近代建筑研究以及历史文化遗产保护工作。1995年从同济大学退休。2020年6月8日6时30分在上海逝世。

## 社会兼职

### 学术性
- 上海市建筑学会第六、七届理事长（1984年－1996年）
- 上海市建筑学会名誉理事长
- 上海市科学技术史学会第一届副理事长[3]
- 上海市科学技术协会常务委员
- 国务院学位委员会第二届学科评议组成员[3]
- 中国科学技术史学会第一届理事会理事[4]
- 中国建筑学会第四、五、六、七、八届理事会理事[5]
- 国际建筑师协会建筑评论委员会委员[4]
- 《时代建筑》杂志主编（1985年－2001年）[4]
- 同济大学建筑设计研究院顾问[4]
- 意大利《空间与社会》国际杂志顾问[4]

### 政治性
- 中国民主同盟第六、七届中央委员会委员
- 中国民主同盟上海市第九、十届委员会副主任委员
- 中国民主同盟上海市第十一、十二届委员会名誉副主任委员
- 中国民主同盟同济大学委员会主任委员
- 上海市妇联执委
- 上海市第八届人民代表大会代表（1983年－1988年）[6]
- 第七届上海市政协委员（1988年－1993年）
- 第八届全国政协委员（1993年－1998年）

## 奖项和荣誉
- 上海市三八红旗手
- 全国三八红旗手（1982年）[7]
- 美国建筑师学会荣誉资深会员（1998年）
- 中国建筑学会建筑教育特别奖（2006年）
- 新中国60年上海百位杰出女教师（2009年）[8]
- 第一届同济大学卓越女性荣誉奖（2010年）[9]

## 著作
- 《上海弄堂》，上海人民美术出版社
- 《上海建筑指南》，上海人民美术出版社
- 《上海老虹口北部昨天·今天·明天：保护、更新于发展规划研究》，同济大学出版社
- 《外国建筑历史图说》，同济大学出版社
- 《西洋建筑史与现代西方建筑史》
- 《外国近现代建筑史》，主编
- 《外国建筑史参考图集——近现代资本主义国家建筑史附册》，1961年
- 《外国建筑史参考图集——原始、古代、中世纪、资本主义萌芽时期建筑史部分》，1963年
- 《西洋建筑史与现代西方建筑史》，主编，1957年
- 《西洋建筑史概论》，主编，1955年

## 延伸阅读
- 同济大学建筑与城市规划学院 (编). . 同济大学出版社. 2015. ISBN 9787560859880.
- . 澎湃新闻. 2020-06-08  [2020-06-12]. （原始内容存档于2020-06-12）.

| 學術機關職務  | 學術機關職務                               | 學術機關職務  |
| ------------- | ------------------------------------------ | ------------- |
| 前任： 吴景祥 | 上海市建筑学会理事长 1984年11月－1996年1月 | 繼任： 郑时龄 |